# Општина Хомоча (Вранча)
Хомоча (рум. Homocea) општина је у Румунији у округу Вранча.
Oпштина се налази на надморској висини од 97 m.